# Little Wenatchee River
Der Little Wenatchee River ist der südlichere und kleinere der beiden Flüsse, die in das Westufer des Lake Wenatchee münden. Der nördlichere und größere ist der White River. Eine große Anzahl der Flurnamen im Einzugsgebiet des Little Wenatchee River einschließlich des Flussnamens selbst stammen von Albert H. Sylvester. Der Name „Wenatchee“ im Flussnamen stammt von einem Sahaptin-Wort und bedeutet auf den Fluss bezogen „Fluss, der aus einem Canyon stammt“.
Der Little Wenatchee River entspringt an der Dishpan Gap, einem Pass zwischen den Oberläufen des Little Wenatchee River und des North Fork Skykomish River. Der Fluss fließt ein wenig südostwärts, bevor er sich bis zum Zusammenfluss mit dem Cady Creek nach Süden wendet. Von dort aus fließt er kontinuierlich südostwärts bis zum Lake Wenatchee.
Bei den Little Wenatchee Falls stürzt der Fluss über eine Serie von Kaskaden 18 Meter in die Tiefe.

## Tourismus
Auf einer Teilstrecke seines 11,6 Kilometer langen Laufs begleitet der Little Wentatchee Trail den Fluss. Der Trail führt von einem Einstiegspunkt am Ende der Little Wenatchee River Road zum Pacific Crest Trail. Der Einstiegspunkt Little Wenatchee Ford Trailhead bietet auch Zugang zum Cady Creek Trail, zum Cady Ridge Trail und zum Poe Mountain Trail.
Der Soda Springs Campground, fast 15 Kilometer vom Lake Wenatchee entfernt, bietet fünf Campingplätze und eine Komposttoilette. Hier gibt es eine natürliche Soda-Quelle, die kühles Mineralwasser aus dem Untergrund an die Oberfläche bringt. Es ist nicht vollständig geklärt, ob das Wasser als Trinkwasser geeignet ist. Der Lake Creek Campground liegt am Little Wenatchee River, etwa 18 Kilometer flussaufwärts vom Lake Wenatchee. Der Campground besteht aus sieben Plätzen, die unter einem offenen aber schattigen Waldstück verteilt sind, einen kurzen Fußmarsch vom Fluss entfernt. Es gibt zwei Plumpsklos, aber keine weiteren Annehmlichkeiten. Ein kurzer Rundweg verläuft am Campingplatz beginnend den Fluss entlang und passiert zwei schöne Bassins, die zum Angeln oder bei heißem Wetter zum Schwimmen einladen.

## Nebenflüsse
Die folgende Liste stellt die Zuflüsse von der Mündung flussaufwärts geordnet dar:
- Rainy Creek
- Soda Creek
- Ninemile Creek
- Lake Creek
- Cady Creek

Im Oberlauf gibt es vier weitere, namenlose Zuflüsse.